# Робертс, Адам
Адам Чарльз Робертс (англ. Adam Charles Roberts) — английский писатель, критик и педагог. Он также пишет пародии под псевдонимами A.R.R.R. Roberts, A3R Roberts и Дон Брин.
Робертс получил учёную степень в Абердинском университете, получил степень доктора философии в Кембриджском университете по Роберту Браунингу и классической литературе. Преподавал английскую литературу и литературное творчество в Лондонском университете Роял Холловей. Он трижды номинировался на премию Артура Кларка: в 2001 году за дебютный роман «Соль», в 2007 году за «Gradisil» и в 2010 году за «Yellow Blue Tibia». В 2012 году он получил премию Британской ассоциации научной фантастики и мемориальную премию Джона В. Кэмпбелла за лучший научно-фантастический роман «Стеклянный Джек».

## Премии и номинации

### Премии
- 2013 Мемориальная премия Джона Кэмпбелла в категории «Лучший НФ-роман» за «Jack Glass» (2012)
- 2013 Премия Британской ассоциации научной фантастики в категории «Роман» за «Jack Glass» (2012)

### Номинации
- 2001 Премия Артура Ч. Кларка в категории «Роман» за «Соль» (2000)
- 2005 Британская премия фэнтези в категории «Малая форма» за «Roads Were Burning» (2004)
- 2007 Премия Артура Ч. Кларка в категории «Роман» за «Gradisil» (2006)
- 2008 Премия Филипа К. Дика в категории «Лучшая НФ-книга в США» за «Gradisil» (2006)
- 2008 Сайдвайз в категории «Лучшее произведение крупной формы» за «Swiftly» (2008)
- 2010 Мемориальная премия Джона Кэмпбелла в категории «Лучший НФ-роман» за «Yellow Blue Tibia» (2009)
- 2010 Премия Артура Ч. Кларка в категории «Роман» за «Yellow Blue Tibia» (2009)
- 2010 Премия Британской ассоциации научной фантастики в категории «Роман» за «Yellow Blue Tibia» (2009)
- 2011 Мемориальная премия Джона Кэмпбелла в категории «Лучший НФ-роман» за «New Model Army» (2010)
- 2011 Премия Британской ассоциации научной фантастики в категории «Нехудожественное произведение»
- 2012 Премия Британской ассоциации научной фантастики в категории «Роман» за «By Light Alone» (2011)